# Водород-4
Водород-4 — один из изотопов водорода, относится к числу нестабильных (радионуклидов). Ядро этого изотопа состоит из протона и трёх нейтронов, изотоп в природе не встречается, был синтезирован в лаборатории посредством бомбардировки трития ядрами дейтерия по реакции t + d.
Для бомбардировки была создана экологически безопасная жидкостно-твердая тритиевая мишень.
Существующие тритиевые технологии важны как для решения задач термоядерного синтеза, так и  для решения задач фундаментальной науки. Тритиевая криомишень была использована для получения сверхтяжёлых изотопов лёгких элементов на установке АКУЛИНА, позволившей получить пятый изотоп водорода.
Лабораторный угол реакции θlab составлял 18°- 32°, пучок дейтронов ускорялся до энергии 57,5 МэВ. Ядро трития захватывало нейтрон от бомбардирующего ядра дейтерия. Присутствие водорода-4 было определено с помощью испускаемых протонов.

## Реакция распада
Водород-4 имеет чрезвычайно короткий период полураспада: 1,39 × 10−22 секунды. Реакция распада проходит по нейтронному типу, при этом образуется тритий и нейтрон:
{\displaystyle \mathrm {^{4}_{1}H\ \longrightarrow \ _{1}^{3}H\ +\ ^{1}n} }
Затем тритий распадается, образуя ценный стабильный изотоп гелий-3.
{\displaystyle \mathrm {^{3}_{1}H\ \longrightarrow \ _{2}^{3}He\ +\ e^{-}\ +\ {\bar {\nu }}_{e}} }

## В фантастике
В 1955 году, в сатирическом романе «Рёв мыши» (см. также одноименный фильм «Рёв мыши»), название «квадий» давалось водороду-4, который активировал Q-бомбу, захваченную Герцогством Великого Фенвика у США.
На самом деле активирование бомбы предполагает другие реакции термоядерного синтеза.